# Střítež u Českého Těšína (železniční zastávka)
Střítež u Českého Těšína je železniční zastávka ve středu obce Střítež v okrese Frýdek-Místek. Leží v km 129,002 na železniční trati Český Těšín – Frýdek-Místek mezi zastávkou Ropice-Zálesí a stanicí Hnojník.

## Historie
V letech 1887–1888 společnost KFNB stavěla Dráhu moravskoslezských měst. Staniční budova byla otevřena 1. června 1889 a nesla název Trzitiesch. V období 1918–1925 se nazývala Třítěž a v letech 1925–1938 Střítež u Českého Těšína. Do roku 1939 nesla název Trzycieź a v období druhé světové války Tritiesch Haltepunkt. Nevelká staniční budova měla pokladnu a nástupiště dlouhé 60 metrů. V roce 1893 budova byla nahrazena novou dřevěnou stavbou na půdorysu 10 × 3 m s prosklenou čekárnou pro druhou a třetí třídu a pokladnou a k ní přiléhajícím cihelným přístavkem.
V roce 2018 byla dřevěná část zbourána a na jejím místě postavena úschovna jízdních kol. Cihlová přístavba byla zbourána při rekonstrukci železničního přejezdu v blízkosti zastávky. Železniční přejezd byl v roce 2018 vybaven světelným zabezpečovacím zařízením se závorami. V roce 2024 byla postavena nová drážní budova.

## Popis zastávky
Nástupiště dlouhé 193 m je sypané se zpevněnou hranou ve výšce 300 mm nad temenem koleje.